# Szendrei Norbert
Szendrei Norbert (Nyíregyháza, 2000. március 27. –) magyar korosztályos válogatott labdarúgó, a Zalaegerszegi TE játékosa.

## Pályafutása

### Klubcsapatokban
Hatévesen került a Nyíregyháza utánpótlás csapataihoz, majd 2012-ben csatlakozott a Magyar Futball Akadémiához. 2018. május 27-én mutatkozott be a bajnokságban a Videoton csapata ellen Pölöskei Zsolt cseréjeként. 2020. május 31-én megszerezte első felnőtt bajnoki gólját a Debrecen ellen. Az idény során nyolc bajnokin lépett pályára. 2020 augusztusában három évvel meghosszabbította a szerződését. 2021 nyaráig összesen 41 bajnokit játszott nevelőklubja színeiben az élvonalban, ezeken három gólt szerzett. 2021. július 19-én a MOL Fehérvár igazolta le.

### A válogatottban
Tagja volt a 2017-es U17-es labdarúgó-Európa-bajnokságra kijutott magyar csapatnak, mellyel a tornán a negyeddöntőig jutott. 2021 márciusában Gera Zoltán szövetségi edző nevezte őt a 2021-es U21-es labdarúgó-Európa-bajnokságon szereplő magyar válogatott keretébe. 2021. augusztus 26-án újból meghívót kapott az U21-es válogatott keretébe az őszi Európa-bajnoki selejtezőkre.

## Statisztika

### Klubcsapatokban
2025. augusztus 17-én frissítve.
| Klub             | Szezon         | Bajnokság | Bajnokság | Kupa  | Kupa  | Nemzetközi | Nemzetközi | Összesen | Összesen |
| Klub             | Szezon         | Mérk.     | Gólok     | Mérk. | Gólok | Mérk.      | Gólok      | Mérk.    | Gólok    |
| ---------------- | -------------- | --------- | --------- | ----- | ----- | ---------- | ---------- | -------- | -------- |
| Budapest Honvéd  | 2017–18        | 1         | 0         | 0     | 0     | —          | —          | 1        | 0        |
| Budapest Honvéd  | 2018–19        | 6         | 0         | 2     | 0     | 0          | 0          | 8        | 0        |
| Budapest Honvéd  | 2019–20        | 8         | 1         | 2     | 0     | —          | —          | 10       | 1        |
| Budapest Honvéd  | 2020–21        | 26        | 2         | 3     | 0     | 1          | 0          | 30       | 2        |
| Budapest Honvéd  | Összesen       | 41        | 3         | 7     | 0     | 1          | 0          | 49       | 3        |
| MOL Fehérvár     | 2021–22        | 17        | 0         | 2     | 0     | —          | —          | 19       | 0        |
| MOL Fehérvár     | Összesen       | 17        | 0         | 2     | 0     | —          | —          | 19       | 0        |
| Zalaegerszegi TE | 2022–23        | 24        | 0         | 5     | 0     | —          | —          | 29       | 0        |
| Zalaegerszegi TE | 2023–24        | 28        | 1         | 2     | 1     | 2          | 0          | 32       | 2        |
| Zalaegerszegi TE | 2024–25        | 28        | 0         | 5     | 0     | —          | —          | 33       | 0        |
| Zalaegerszegi TE | 2025–26        | 4         | 0         | —     | —     | —          | —          | 4        | 0        |
| Zalaegerszegi TE | Összesen       | 84        | 1         | 12    | 1     | 2          | 0          | 98       | 2        |
| Teljes karrier   | Teljes karrier | 142       | 4         | 21    | 1     | 3          | 0          | 166      | 5        |

## Sikerei, díjai
Budapest Honvéd
- Magyar kupagyőztes: 2019-20

 Zalaegerszegi TE
- Magyar kupagyőztes: 2022–23